# Insane Clown Poppy
«Insane Clown Poppy» (рус. Сумасшедший папа-клоун) — третий эпизод двенадцатого сезона мультсериала «Симпсоны». Впервые вышел в эфир 12 ноября 2000 года.

## Сюжет
Гомер с Бартом убирают в доме и случайно взрывают комнату Лизы с помощью динамита. Лиза в ужасе, к тому же у неё день рождения. Чтобы загладить свою вину, Гомер вместе со всей семьёй идёт на книжную ярмарку. Вдоволь пообщавшись с разными писателями, Барт видит своего любимого клоуна Красти и решает взять у него автограф. К неудовольствию Барта, Красти опять забыл мальчика и видит в нём лишь очередного фаната. Но и самого Красти в этот день поражает шокирующая правда — одна из девочек в очереди по имени Софи представляется клоуну его родной дочерью!
Поначалу Красти отрицает это, но девочка напоминает ему один случай во время Войны в Персидском заливе: Красти тогда выступал перед военными (правда, все его номера не радовали солдат, а наоборот). Укрывшись от песчаной бури в солдатском шатре, Красти влюбился в женщину-солдата и провёл с ней ночь, после чего он также помешал ей убить Саддама Хусейна, так как тот — коронный объект шуток клоуна. Поэтому женщина-солдат возненавидела Красти и до сих пор не простила его за провал операции. А Софи — это их общая дочь. Красти отлично ладит с Софи (в основном благодаря помощи Гомера, в котором клоун неслучайно увидел идеального отца). Но вскоре Красти совершает глупость — не имея денег на ставку в покере, он ставит на кон любимую скрипку Софи… и проигрывает её Жирному Тони. Из-за этого поступка Софи разочаровывается в отце.
Гомер берётся помочь Красти вернуть любовь дочери. Они проникают в особняк Жирного Тони, в котором как раз проходит мафиозная сходка. Обнаружив кучу футляров в спальне Тони и не имея возможности найти нужный на месте, Гомер и Красти забирают все. К несчастью, они попадаются на глаза мафиози в главном холле. Обронив футляры с кучей огнестрельного оружия и «активировав» их, Гомер с Красти благополучно сбегают, пока гангстеры прячутся от пуль. Красти благополучно возвращает скрипку дочери, и та прощает папу. А вот Гомеру повезло меньше — гангстеры устроили за ним погоню, в которой бедняга чуть не пострадал, из-за того, что Гомер с Красти взяли не тот футляр со скрипкой.